# Microserica nitidipyga
Microserica nitidipyga är en skalbaggsart som beskrevs av Shuhei Nomura 1974. Microserica nitidipyga ingår i släktet Microserica och familjen Melolonthidae. Inga underarter finns listade i Catalogue of Life.